# サッカーショップ加茂
サッカーショップKAMOとはサッカー用品販売店。加茂商事が展開する。創業地の大阪府や首都圏を中心に出店している。

## 店舗
店舗情報については当該サイトを参照。
第1号店・梅田店（大阪市）は1971年の開業当初、日本のサッカー用具専門のスポーツショップとしては珍しく、日本国外のサッカーに関してのビデオを常時上映し、多くの来店者を迎え入れ、現在日本国内19店舗を展開しているが、この手のサッカー用具専門店においては、世界的に珍しいチェーン店展開をしているとされている。

## 閉鎖店舗

### メガエスタディオ茶屋町店
梅田・茶屋町に2005年移転オープンした。大阪圏で一番大きな店舗。世界初といわれる、アディダスのショップが入っていた。フットサルの商品も多く取り扱っていた。2013年11月24日閉店。

### 千里店
千里セルシー内にあり、特に子供用品が充実している。ガンバ大阪のオフィシャルショップであったが、千里セルシーの閉鎖に伴い2019年5月末までに閉店。